# 한국자동차산업협회
한국 자동차 산업 협회(Korea Automobile Manufacturers Association, KAMA)는 대한민국의 자동차 산업관련단체이다. 국내에 자동차 생산기반을 두고 있는 완성차 업체를 회원사로 두고 이들의 권익옹호와 국내외 제도및 정책에 대한 대응, 통상관련 조정, 산업관련 조사연구, 산업내 표준화 사업 등을 주요 업무로 하고 있다. 1988년에 설립되었으며 1991년 세계자동차공업협회(OICA) 정회원으로 등록되었다. 협회 소재지는 서울특별시 서초구 서초3동 자동차회관이다. 2012년 2월 23일 한국자동차공업협회는 창립 24년 만에 명칭을 『한국자동차산업협회』로 변경하였다. 이는 협회 업무가 자동차제조 뿐만 아니라 통상·소비자·유통·전시 등으로 다양해지고 있음에도 불구하고「공업협회」라는 명칭으로 인해 제조업 분야로만 한정되는 인식을 불식시키고, 자동차산업을 대표하는 단체로서의 역할을 더욱 강화함은 물론 자동차산업의 글로벌화 등으로 인한 업무변화 추세에 대응하기 위해서다. 그러나 영문표기는 KAMA(Korea Automobile Manufacturers Association)를 그대로 사용하기로 하였다.

## 회원사
- 현대자동차(현대자동차그룹)
- 기아(현대자동차그룹)
- KG모빌리티(KG그룹)
- 르노코리아자동차
- 한국GM(제너럴 모터스)

## 관련 보기
- 대한민국의 자동차
- 대한민국의 경제
- 일본자동차공업협회 (Japan Automobile Manufacturers Association)

## 같이 보기
- 대한민국의 자동차 산업